# Lazhar Hani
Lazhar Hani (En arabe : لزهر هاني, en Tifinagh ⵍⴰⵣⵀⴰⵔ ⵃⴰⵏⵉ), né le 13 février 1948 à Khenchela, est un consultant en logistique maritime et ancien cadre supérieur de l'Etat. Il est Ministre des Transports de la République algérienne démocratique et populaire du 23 juin 2020 au 9 janvier 2021.

## Biographie

### Jeunesse et formation
Lazhar Hani est né le 13 février 1948 dans une famille de cultivateurs, à Khenchela, dans les Aurès.
Il a fait ses études dans le Lycée franco-musulman de Constantine. Il est diplômé en sciences économiques de l'Université Alger 1 dans la spécialité des sciences financières. 
Il a suivi plusieurs formations qualifiantes dans son domaine d'activité dont une à la CNUCED en 1978.

### Carrière professionnelle
Après ses études, il est recruté en tant que fondé de pouvoir à la Banque nationale d'Algérie, puis directeur financier dans la Société algéro-brésilienne des infrastructures ferroviaires, avant d'entamer un long et riche parcours dans le domaine portuaire et maritime. En 1976, il rejoint l'Office national des ports, où il occupe le poste de directeur financier avant d’être promu secrétaire général. 
Il est nommé plusieurs fois à la tête d’entreprises activant dans le domaine du transport maritime. C'est ainsi qu'en 1981, il est envoyé par le Gouvernement algérien en Mauritanie comme directeur général de la Compagnie mauritanienne de navigation maritime (COMAUNAM), société mixte algéro-mauritanienne, dont il lance l'activité conformément aux accords bilatéraux entre les deux pays.  
Quatre ans plus tard, il est rappelé en Algérie pour occuper le poste de président directeur général du Port d'Alger dont il a assuré avec l’adhésion de la communauté portuaire la continuité de l'activité durant les événements d'octobre 1988 et le contexte de grèves générales qui régnait, garantissant ainsi le maintien de l'approvisionnement du pays.
Il a représenté l'Algérie en donnant des conférences sur le trafic maritime en Afrique à Abidjan en 1980 et à Cotonou en 1985. Il a organisé la première édition de la Conférence sur les Ports nord africains en Algérie pilotée par l'Union des administrateurs portuaires d'Afrique du Nord en 1988
Il a fait partie d'une importante mission pour aller négocier avec la Banque mondiale le financement d'un terminal de conteneurs à Alger ce qui a été obtenu et réalisé en 1989.
En 1990, il exerce à nouveau la fonction de directeur général d’une compagnie maritime, la Compagnie nationale de navigation (CNAN), où il s’attelle à reprendre les représentations aux agents tiers et à créer un réseau d'agences filiales  pour capter les revenus générés par l'activité de la CNAN à l’étranger, jusqu'en 1995.
Après vingt années passées dans le secteur public, il conclut en 1996 un partenariat avec l’actuelle CMA CGM dans une Algérie boycottée par les investisseurs étrangers. Cette association, a dynamisé le secteur maritime et ouvert la voie pour les compétences algériennes aux pratiques modernes du transport maritime.
Il a été à l'origine de la création des ports secs pour désengorger les ports de l'Algérie et permettre une fluidité dans le traitement des bateaux et éviter notamment, des surtaxes qui grevaient les finances en devises du pays.
Entre autres initiatives, il est le pionnier du transport multimodal (mer/rail) en Algérie en créant une société mixte, en partenariat public/privé entre la CMA CGM et la SNTF ayant permis l’introduction du transport de conteneurs par rail.
En 2012, il se retire de la direction de CMA CGM. Il lance plusieurs projets d'entrepreneuriat dont il n'a gardé actifs que quelques uns tout en continuant de développer le groupe familial, il investit dans divers secteurs avec des partenaires Algériens et Etrangers dans les domaines du transport maritime, terrestre, logistique, de prestations de services, dans l'agriculture et dans un projet de construction d’un hôpital privé en cours de réalisation.
Il occupera le poste de Président du Conseil d’Administration d’un institut de langues Berlitz qui a notamment lancé en 2012 un programme annuel d’enseignement gratuit de la langue anglaise au profit de jeunes démunis. Il participait régulièrement aux activités de promotion de l'entrepreneuriat des jeunes en général et des start-up en particulier. Ayant lui-même eut besoin d'aide lors du lancement de sa carrière d'entrepreneur il était de toutes les opérations de mécénat et de sponsoring en direction des structures associatives d'aide aux jeunes entrepreneurs.
Interviewé par le quotidien national El Watan le 14 juillet 2020, 20 jours après sa prise de fonction, il a déclaré qu'il était urgent de réformer le système portuaire mais que la privatisation des ports algériens n'était pas à l'ordre du jour. Il donne une interview àlaTélévision  privée Ennahar TV le 16 août 2020. 

### Parcours politique
Il est nommé  ministre des Transports, le 23 juin 2020. Il est mis fin à ses fonctions le 9 janvier 2021.